# Ankommen
Ankommen ist eine vom Bundesamt für Migration und Flüchtlinge zur Verfügung gestellte App für Smartphones, mit der es Flüchtlingen leichter fallen soll, sich in Deutschland zu integrieren. Sie sollen mit Hilfe der App leichter die deutsche Sprache lernen können und eine Hilfestellung bei der Registrierung auf den zuständigen Ämtern erhalten. Auch weitere Hilfen sind verfügbar, beispielsweise Erläuterungen, wie man eine Arbeitserlaubnis erhält und wie eine Kinderbetreuung in Deutschland funktioniert. Außerdem ist ein Sprachkurs in die App integriert.
Technisch wird die App durch den Bayerischen Rundfunk realisiert, die Inhalte stammen vom Goethe-Institut, von der Bundesagentur für Arbeit und von ehrenamtlichen Initiativen wie dem RefugeeGuide.

## Inhalt
Die App ist in unterschiedliche Abschnitte unterteilt. Neben dem Sprachkurs existiert der Abschnitt „Asyl, Ausbildung, Arbeit“, in dem erklärt wird, was bei einer Registrierung in einer Erstaufnahmeeinrichtung zu beachten ist und was genau bei einer ärztlichen Untersuchung geschieht. Des Weiteren wird erläutert, wie man vorzugehen hat, wenn ein Asylantrag abgelehnt wird. Zudem wird erklärt, dass beispielsweise Schulbesuche in Deutschland kostenlos sind, wie die Kinderbetreuung in Kindergärten und Krippen in Deutschland funktioniert, wie man eine Arbeitserlaubnis erhält und dass Arbeitgeber aufgrund der Gesetzgebung dazu gezwungen sind, einen festgelegten Mindestlohn zu zahlen.
Die Software richtet sich an Menschen mit kaum oder gar keinen Kenntnissen der deutschen Sprache und vermittelt unter anderem Grundkenntnisse in den Bereichen Essen, Einkaufen, Wohnen, Arbeiten, Gesundheit und medizinische Versorgung.
Auch wenn die Software stark verbreitet ist, nutzt diese doch nur ein kleiner Teil der Geflüchteten.

## Sprachversionen, Datenverkehr
Stand Januar 2016 stehen fünf Sprachen zur Auswahl, die in der App ausgewählt werden können: Arabisch, Englisch, Farsi, Französisch und Deutsch. Die etwa 42 Megabyte große App steht zum Download bereit, so dass anschließend kein Datenverkehr mehr über ein mobiles Netz vonnöten ist.

## Aktuelle Verfügbarkeit
Die App ist für Android-Betriebssysteme und iOS-Systeme verfügbar.

## Kosten
Die Entwicklungskosten und den Betrieb der Software übernimmt der Bund aus dem Staatshaushalt. Der Download ist kostenlos.

## Auszeichnungen
Die App erhielt einen 2016 World Summit Award in der Kategorie Government & Citizen Engagement einen Preis WSA-Mobile.